# Kashf
Kashf (en árabe: كشف) «revelación, quitar el velo» es un concepto sufí enraizado en los ideales gnósticos que valoran el conocimiento adquirido por el corazón más que el de por el intelecto.